# Noční show Jaye Lenoe
Noční show Jaye Lenoe (v anglickém originálu The Tonight Show with Jay Leno) byl televizní pořad ze série The Tonight Show, který uváděl komik Jay Leno. Navázal na pořad The Tonight Show Starring Johnny Carson a vysílán byl od 25. května 1992 do 29. května 2009. Následně Leno z pořadu odešel a byl nahrazen Conanem O'Brienem (The Tonight Show with Conan O'Brien). Leno následně působil v pořadu The Jay Leno Show a od 1. března 2010 byl opět aktivní v Noční show Jaye Lenoe. Pořad skončil 6. února 2014 a následně byl nahrazen pořadem The Tonight Show Starring Jimmy Fallon. Ve dvaadvaceti sériích vzniklo celkem 4610 epizod. Pořad byl vysílán z Burbanku v Kalifornii.